# UCI-BMX-Freestyle-Weltcup 2023
Beim UCI-BMX-Freestyle-Weltcup 2023 wurden durch die Union Cycliste Internationale die Weltcupsieger im BMX-Freestyle ermittelt.

## Ablauf
Der Weltcup 2023 hätte mit einer Rekordzahl von sechs Runden stattfinden sollen, deren Termine stückweise verkündet wurden.
- Diriyya: 15.–18. Februar
- Montpellier: 17.–21. Mai
- Brüssel: 6.–9. Juli
- Bazhong: 13.–15. Oktober
- Doha: 30. November–2. Dezember
- Al-Ula: 7.–9. Dezember

Wie im Vorjahr sollten die Wettkämpfe im Park bei jeder Runde stattfinden, die im Flatland jedoch nur bei einigen, konkret in Montpellier und Doha. Letztlich wurden allerdings die geplanten Runden in Doha und Al-Ula gestrichen, so dass es bei vier Runden blieb, davon einer mit Flatland.
Die Wettkämpfe gingen über mehrere Tage, der letzte Tag war jeweils dem Finale gewidmet. Ein Sieg zählte jeweils 1000 Punkte für das Gesamtklassement.

## Park Männer
| # | Datum       | Ort         | Erster           | Zweiter            | Dritter            |
| - | ----------- | ----------- | ---------------- | ------------------ | ------------------ |
| 1 | 18. Februar | Diriyya     | Logan Martin     | Marcus Christopher | Brian Fox          |
| 2 | 21. Mai     | Montpellier | Logan Martin     | Anthony Jeanjean   | Marcus Christopher |
| 3 | 9. Juli     | Brüssel     | Anthony Jeanjean | Rimu Nakamura      | Logan Martin       |
| 4 | 15. Oktober | Bazhong     | Logan Martin     | Kieran Reilly      | Anthony Jeanjean   |

Gesamtwertung
| Platz | Name               | Punkte |
| ----- | ------------------ | ------ |
| 1     | Logan Martin       | 3820   |
| 2     | Kieran Reilly      | 2910   |
| 3     | Anthony Jeanjean   | 2890   |
| 4     | Marcus Christopher | 2830   |
| 5     | Rimu Nakamura      | 2390   |
| 6     | José Torres        | 1984   |

## Park Frauen
| # | Datum       | Ort         | Erste          | Zweite         | Dritte         |
| - | ----------- | ----------- | -------------- | -------------- | -------------- |
| 1 | 18. Februar | Diriyya     | Hannah Roberts | Sun Jiaqi      | Perris Benegas |
| 2 | 21. Mai     | Montpellier | Zhou Huimin    | Hannah Roberts | Laury Perez    |
| 3 | 9. Juli     | Brüssel     | Zhou Huimin    | Hannah Roberts | Xia Honglin    |
| 4 | 15. Oktober | Bazhong     | Deng Yawen     | Hannah Roberts | Sun Sibei      |

Gesamtwertung
| Platz | Name            | Punkte |
| ----- | --------------- | ------ |
| 1     | Hannah Roberts  | 3700   |
| 2     | Sun Sibei       | 2930   |
| 3     | Zhou Huimin     | 2920   |
| 4     | Nikita Ducarroz | 2340   |
| 5     | Sun Jiaqi       | 2040   |
| 6     | Natalya Diehm   | 1780   |

## Flatland Männer
Bei der einzigen Flatland-Veranstaltung in Montpellier traten 33 Teilnehmer an. Das Finale der besten acht endete wie folgt:
| Platz | Name                 | Punkte |
| ----- | -------------------- | ------ |
| 1     | Yu Shoji             | 94,33  |
| 2     | Kio Hayakawa         | 91,50  |
| 3     | Jean William Prévost | 90,66  |
| 4     | Matthias Dandois     | 90,00  |
| 5     | Moto Sasaki          | 88,00  |
| 6     | Varo Hernández       | 80,00  |
| 7     | Joris Bretagnolles   | 76,66  |
| 8     | Jorge Gómez          | 72,33  |

## Flatland Frauen
Bei der einzigen Flatland-Veranstaltung in Montpellier gab es 11 Teilnehmerinnen. Von diesen bestritten vier das Finale, mit folgenden Ergebnissen:
| Platz | Name             | Punkte |
| ----- | ---------------- | ------ |
| 1     | Aude Cassagne    | 82,33  |
| 2     | Kirara Nakagawa  | 77,67  |
| 3     | Sakura Kawaguchi | 75,33  |
| 4     | Louise Seigneur  | 70,33  |
| 5     | Julia Preuss     | 69,33  |
| 6     | Jeanne Seigneur  | 67,67  |
| 7     | Seima Ito        | 64,67  |
| 8     | Mélissa Droll    | 62,67  |